# Inmigración estadounidense en Uruguay
La comunidad estadounidense en Uruguay está compuesta principalmente por personas nacidas en Estados Unidos que han establecido su residencia en el país. También incluye a uruguayos de ascendencia estadounidense, nacidos en Uruguay.

## Historia

### Primera generación de inmigrantes
El territorio que hoy se conoce como Uruguay ha mantenido estrechas relaciones con los Estados Unidos desde la época colonial. En 1811, llegó a Montevideo una traducción al español de obras fundamentales de Thomas Paine, que incluía la Declaración de Independencia, los Artículos de la Confederación, la Constitución de los Estados Unidos y las constituciones de varios estados norteamericanos. Estas ideas influyeron profundamente en el «héroe nacional» uruguayo José Gervasio Artigas, quien adoptó los principios de Paine en su pensamiento político. Muchos de los escritos de Artigas, como las Instrucciones del año XIII, consideradas uno de los documentos constitucionales más relevantes de Uruguay, se inspiraron directamente en estas ideas.
A lo largo del siglo XIX, aunque la comunidad estadounidense en Uruguay era pequeña en comparación con la de los británicos, sus miembros realizaron aportes significativos. Entre ellos destaca el comandante naval Jonas Coe, quien jugó un papel activo en los enfrentamientos que culminaron con la independencia uruguaya. La relación bilateral se fortaleció con el establecimiento de relaciones diplomáticas hacia finales del siglo XIX, lo que marcó una creciente presencia estadounidense en suelo uruguayo.[cita requerida]
Sin embargo, estas relaciones no estuvieron exentas de tensiones. En 1970, el agente estadounidense Dan Mitrione fue asesinado en Uruguay, un hecho que generó gran repercusión internacional.

### Segunda generación de inmigrantes
El censo uruguayo de 2011 registró alrededor de 2800 personas que declararon a Estados Unidos como su país de nacimiento. Para 2013, más de 300 ciudadanos estadounidenses estaban inscritos en la seguridad social uruguaya.Un fenómeno particular relacionado con la migración es el de los uruguayos que emigraron a Estados Unidos durante la década de 1960 y tuvieron hijos en territorio norteamericano. En años recientes, muchos de estos uruguayos han regresado a su país de origen, llevando consigo a niños y jóvenes nacidos en Estados Unidos, quienes ahora residen en Uruguay.
Entre los escolares nacidos en el extranjero, los estadounidenses constituyen el quinto grupo más numeroso, de un total de 62 nacionalidades representadas en las escuelas uruguayas.[cita requerida] En el ámbito educativo, el Colegio Uruguayo-Americano, fundado en 1960, se destaca como una institución que acoge tanto a niños uruguayos como a estadounidenses.
Por otro lado, la Iglesia de Jesucristo de los Santos de los Últimos Días está presente en Uruguay desde 1947, y cuenta con la participación activa de numerosos misioneros estadounidenses.[cita requerida]